# 10947 Kaiserstuhl
A 10947 Kaiserstuhl (ideiglenes jelöléssel 2061 P-L) a Naprendszer kisbolygóövében található aszteroida. Cornelis Johannes van Houten,  Ingrid van Houten-Groeneveld és Tom Gehrels fedezte fel 1960. szeptember 24-én.